# Cafayate megye
Cafayate egy megye Argentína északnyugati részén, Salta tartományban. Székhelye Cafayate.

## Népesség
A megye népessége a közelmúltban a következőképpen változott:
| Év   | Lakosság |
| ---- | -------- |
| 2001 | 11 616   |
| 2010 | 14 850   |